# Évolution socioculturelle
L’évolution socioculturelle est une palette de concepts décrivant comment les cultures et les sociétés évoluent au cours du temps.

## Définition
L'évolution socioculturelle peut être définie comme « le processus par lequel l'organisation structurelle d'une société est affectée dans le temps, par exemple en produisant une structure qualitativement différente de la forme passée... l'évolutionnisme est alors l'activité scientifique qui consiste à trouver des explications rationnelles à ces changements structurels ».

## Modèles
De telles théories impliquent la création de modèles pour la compréhension des relations entre les technologies, les structures sociales, les valeurs de la société, et comment/pourquoi elles changent dans le temps, pourquoi elles varient en empruntant des mécanismes spécifiques. 
La modélisation socioculturelle se donne ainsi pour but de reproduire de façon informatisée comment les cultures et sociétés se sont développées dans le temps. 
Il a ainsi été développé des modèles des XIXe et XXe siècles considérant l'humanité comme un ensemble, avec des sociétés à différentes étapes de développement social. Toutefois, les approches les plus récentes prennent en compte les changements spécifiques des individus et non plus un changement directif de la société dans son ensemble.

## Mèmes
Sur le modèle de la théorie génétique proposée par Richard Dawkins dans son livre Le Gène égoïste, une théorie miroir propose de considérer que l'évolution socioculturelle n'est pas mue par des personnes mais par des entités culturelles appelées mèmes. Cette approche correspond à ce que l'on appelle couramment la mémétique. « Dans le monde des solutions culturelles, nous ne sommes plus les habitants, nous sommes les maisons. »